# Пол Дейвидсън (икономист)
Вижте пояснителната страница за други личности с името Пол Дейвидсън.
Пол Дейвидсън (р. 23 октомври 1930) e американски макроикономист, който е бил един от водещите говорители на американския клон на посткейнсианската школа по икономика. Той е много плодотворен автор и активно е участвал във важни дебати върху икономическата политика естествени ресурси, международна монетарна система, дълг на развиващите се страни от позиция, която е доста критична към мейнстрийм икономиката.